# NK Čelik Zenica
Nogometni Klub Čelik Zenica – bośniacki klub piłkarski z siedzibą w Zenicy, założony 16 czerwca 1945.

## Historia
Chronologia nazw:
- 1945: NK Čelik (Zenica)
- 1953: FK Zenica
- 1959: FK Radnički (Zenica) – po fuzji z FK Željezničar (Zenica)
- 1959: FK Čelik (Zenica)
- 1994: NK Čelik (Zenica)

Čelik został założony 16 czerwca 1945. Jego nazwa oznacza „Stal”, która symbolizuje siłę i moc klubu i miasta Zenica, które jest jednym z większych ośrodków przemysłowych w kraju.
Čelik to jeden z najbardziej znanych i utytułowanych klubów piłkarskich w Bośni i Hercegowinie. Za czasów istnienia Jugosławii przez 17 sezonów występował w pierwszej lidze jugosłowiańskiej. Największe sukcesy w tym okresie to dwukrotne zdobycie Pucharu Mitropa w 1971 i 1972. Obecnie występuje w lidze Bośni i Hercegowiny. Trzykrotnie z rzędu zdobywał mistrzostwo kraju w latach 1995–1997, ale obecnie nie należy do potentatów ligowych, na co wpływ miała m.in. korupcja wśród władz klubu.

## Stadion i kibice
Domowe mecze Čelik rozgrywa na wybudowanym w 1972 r. stadionie Bilino Polje, mogącym pomieścić 13 632 widzów (swoje mecze rozgrywa tu reprezentacja Bośni i Hercegowiny). Kibice Čelika należą do najliczniejszych w kraju i niemal w każdym sezonie na meczach Čelika bywa ich najwięcej.

## Sukcesy
- Mistrzostwo Bośni i Hercegowiny: 19951, 19961, 1997
- Puchar Bośni i Hercegowiny: 19951, 19961
- Puchar Mitropa: 1971, 1972

1W latach 1995 i 1996 istniały w Bośni liga serbska i muzułmańska. Čelik był mistrzem tej drugiej.

## Reprezentanci kraju grający w klubie
- Bruno Akrapović
- Asmir Avdukić
- Elvedin Beganović
- Elvir Bolić
- Admir Hasančić
- Mirsad Hibić
- Asmir Ikanović
- Nermin Šabić
- Emir Spahić
- Almir Tolja
- Tonči Gabrić
- Lazar Tasić
- Miljan Zeković
- Jasmin Burić

## Europejskie puchary
Legenda do wszystkich tabel:
- Q – runda eliminacyjna, 1/16, 1/8, 1/4, 1/2 – odpowiednia faza rozgrywek, Grupa – runda grupowa, 1r gr – pierwsza runda grupowa, 2r gr – druga runda grupowa, F – finał, R – runda, PO – play-off
- k. – rzuty karne, los. – losowanie, Dogr. – dogrywka, w. – zasada bramek strzelonych na wyjeździe

| Sezon | Rozgrywki        | Runda | Klub        | Dom | Wyjazd | Ogólnie |
| ----- | ---------------- | ----- | ----------- | --- | ------ | ------- |
| 2001  | Puchar Intertoto | 1R    | Denizlispor | 1–0 | 5–3    | 6–3     |
| 2001  | Puchar Intertoto | 2R    | KAA Gent    | 1–0 | 0–2    | 1–2     |
| 2008  | Puchar Intertoto | 1R    | Grbalj      | 3–2 | 1–2    | 4–4, w. |